# Karl Vollmöller
Karl Vollmöller, född 16 oktober 1848 i Ilsfeld, Württemberg, död 8 juli 1922 i Dresden, var en tysk romanist.
Vollmöller blev efter en längre studievistelse i Spanien, på vars litteratur hans intresse sedermera särskilt var riktat, privatdocent i Göttingen och 1878 extra ordinarie professor i Erlangen samt var ordinarie professor i Göttingen 1881–91, varefter han, bosatt i Dresden, var sysselsatt med vetenskapligt skriftställarskap. År 1902 bildade Vollmöller i Dresden Die Gesellschaft für romanische Literatur, vars ordförande han var och som under hans ledning utgav en värdefull serie romanska texter (41 band, 1918).
Vollmöller vann stort anseende genom tidskrifterna "Romanische Forschungen" (från 1884, 38 band 1919), innehållande en stor mängd avhandlingar och texteditioner, särskilt från de spanska och rätoromanska områdena, och "Kritischer Jahresbericht über die Fortschritte der romanischen Philologie" (från 1890), vilka var av utomordentlig betydelse för den romanska forskningen. Han utgav även "Sammlung französischer Neudrücke" (nio band, 1881–89). 
Bland Vollmöllers skrifter kan nämnas Münchener Brut (tillsammans med Konrad Hofmann, 1877), Poema del Cid (1879), Octavian (1883), Spanische Funde I–III (1890), Beiträge zur Litteratur der Cancioneros und Romanceros I. Der Cancionero von Modena (1897). Några av hans skrifter är även ägnade hans stora familjedomäner, bland dem Ein alter Familiensitz (1911).